# Tożsamość szpiega
Tożsamość szpiega (ang. Burn Notice) – amerykański serial telewizyjny o tematyce komediowo-sensacyjnej. Serial miał swoją premierę 28 czerwca 2007 roku w USA Network, a w polskiej telewizji pojawił się 3 września 2008 roku w TV Puls. Sezon pierwszy liczył sobie dwanaście odcinków, sezon drugi i trzeci – szesnaście, sezon czwarty liczył osiemnaście odcinków.

## Fabuła
Serial przedstawia perypetie Michaela Westena, szpiega, który nieoczekiwanie dowiaduje się, że trafił na tzw. "czarną listę" agentów. 

## Obsada
- Jeffrey Donovan jako Michael Westen
- Bruce Campbell jako Sam Axe
- Gabrielle Anwar jako Fiona Glenanne
- Sharon Gless jako Madeline Westen

i inni

## Lista odcinków
| Sezon | Sezon | Odcinki | Oryginalna emisja | Oryginalna emisja | Oryginalna emisja   | Oryginalna emisja | Oryginalna emisja |
| Sezon | Sezon | Odcinki | Premiera sezonu   | Finał sezonu      | Premiera sezonu     | Finał sezonu      |                   |
| ----- | ----- | ------- | ----------------- | ----------------- | ------------------- | ----------------- | ----------------- |
|       | 1     | 12      | 28 czerwca 2008   | 20 września 2008  | 5 października 2010 | 20 grudnia 2010   |                   |
|       | 2     | 16      | 10 lipca 2008     | 5 marca 2009      | 4 stycznia 2011     | 19 kwietnia 2011  |                   |
|       | 3     | 16      | 4 czerwca 2009    | 4 marca 2010      | 26 kwietnia 2011    | 9 sierpnia 2011   |                   |
|       | 4     | 18      | 3 czerwca 2010    | 16 grudnia 2010   | 30 maja 2012        | 26 września 2012  |                   |
|       | 5     | 18      | 23 czerwca 2011   | 15 grudnia 2011   | 4 stycznia 2014     | 1 marca 2014      |                   |
|       | 6     | 18      | 14 czerwca 2012   | 20 grudnia 2012   | brak danych         | brak danych       |                   |
|       | 7     | 13      | 6 czerwca 2013    | 12 września 2013  | brak danych         | brak danych       |                   |